# Monroe (North Carolina)
Monroe ist eine City im Union County in North Carolina, Vereinigte Staaten. Sie ist Sitz der Countyverwaltung und des Monroe Regional Airports, der sich ungefähr fünf Meilen nordwestlich der Stadt befindet. Das U.S. Census Bureau ermittelte bei der Volkszählung 2020 eine Einwohnerzahl von 34.562.
Die Stadt hat eine Gesamtfläche von näherungsweise 64,4 km².(Stand 2019, laut United States Census Bureau)

## Geschichte
1843 wurde Monroe gegründet und als Sitz des gleichnamigen County seat (Hauptstadt eines Countys) festgelegt. Benannt wurde dei Ansiedlung nach James Monroe, dem fünften Präsidenten der USA. Als Handelsort von landwirtschaftlichen Produkten, vor allem Tabak, wurde der Ort bekannt.
Seit Beginn des 20. Jahrhunderts hat Ludwig-Musser seine Produktionsstätte in Monroe. Das Unternehmen stellt Musikinstrumente her. In den 1950er und 1960er Jahren war Monroe Schauplatz der Rassenunruhe und rassistisch motivierter Gewalt gegen Afroamerikaner.
Von den 12.000 sollen laut Presseberichten eine Zeit lang 7.500 Mitglieder des Ku Klux Klan gewesen sein. Der lokale NAACP-Chef Robert F. Williams, der im Zweiten Weltkrieg beim United States Marine Corps gedient hatte, kam 1946 in seine Heimatstadt zurück und begann mit seiner Bürgerrechtsaktivität.
1958 wurde die Stadt für den rassistischen Justizskandal Kissing Case berühmt, der zu internationalen Protesten führte.
Der Sender WIXE ging 1968 in Betrieb.

## National Register of Historic Places
- Malcolm K. Lee House
- Monroe City Hall
- Monroe Downtown Historic District
- Monroe Residential Historic District
- Piedmont Buggy Factory
- John C. Sikes House
- Union County Courthouse
- United States Post Office
- Waxhaw-Weddington Roads Historic District[3]

## Demographie
In Monroe existieren 9069 Haushalte und 6392 Familien. Die Bevölkerung setzt sich aus 60,12 % weißen US-Amerikanern, 27,78 % afroamerikanischen US-Amerikanern und 12,1 % anderer Bevölkerungsgruppen zugehörigen Einwohnern zusammen. Von den 9069 Haushalten hatten 33,7 % Kinder (unter 18 Jahre).

## Söhne und Töchter der Stadt
- David F. Houston (1866–1940), Geschäftsmann, Politiker, Landwirtschaftsminister und Finanzminister
- Thomas Bickett (1869–1921), 54. Gouverneur von North Carolina (1917–1921)
- Jesse Helms (1921–2008), Senator von North Carolina (1973–2003)
- Christine Darden (* 1942), Mathematikerin und Luft- und Raumfahrtingenieurin
- Pamela Gann (* 1948), Mathematikerin, Rechtswissenschaftlerin und Hochschullehrerin
- Pat Cohen (* 1957), Bluessängerin
- Jamison Crowder (* 1993), American-Football-Spieler

Alle Angaben Stand 2000